# ゴンヒルの十字架
ゴンヒルの十字架（デンマーク語: Gunhildkorset）は、12世紀中頃に制作されたセイウチの牙製の十字架像。名称は、最初の所持者であるスヴェン3世の王女ゴンヒル（Gunhild、別名ヒリーナ（Helena））の名に由来する。ラテン語が彫られている他、ゴンヒルの名はルーン文字でも彫られている 。

## 歴史
1150年頃に制作されたと考えられている。側面にはラテン語で「ゴンヒルとも呼ばれるヒリーナの求めによりLuitgerによって彫刻された」と彫られている。ハーラル・ラングベアの研究に寄れば、スヴェン王は旧来の説で想定されていたスヴェン2世ではなく1157年に没したスヴェン3世を指すと考えられる。Luitgerの他の作品は知られていない。
文献に最初に現れるのは1650年であり、当時はホルガ・ローセンクランスの妻ソフィーイ・ブラーア（da）の所持品と推測されている
。1684年には驚異の部屋が取得し、1845年にデンマーク国立博物館に移管された。

## 全体像

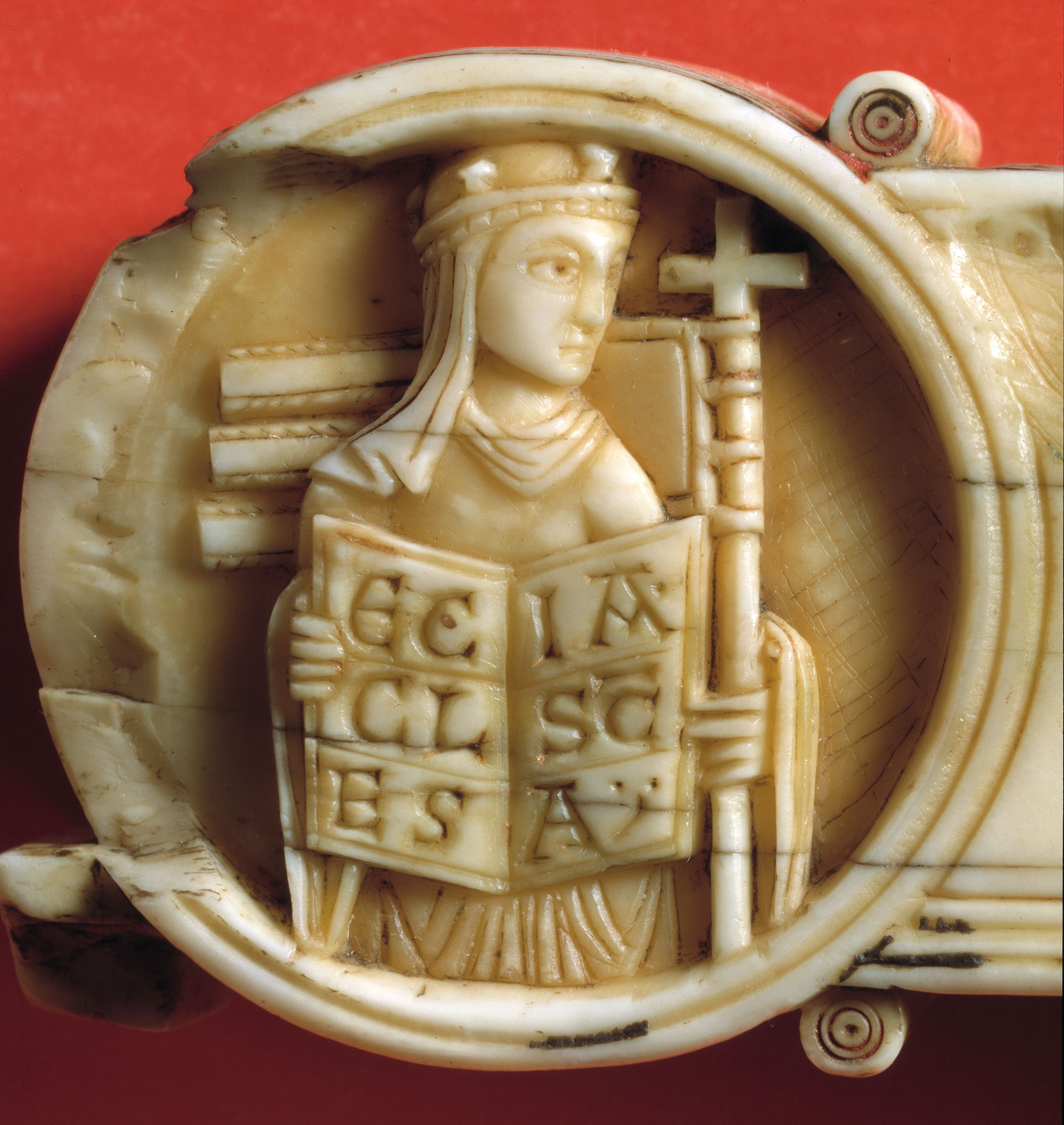
細部の画像

セイウチの牙による2つのブロックからなり、全長29cm、全幅22cm、厚みは2.5cm。制作当時は緑、赤、青、金に塗られていたと考えられている。前面に位置するキリスト像は失われている。十字架のそれぞれの先端には女性の彫刻が施された円形の浮彫りがあり、生命（上端）、死（下端）、教会の勝利（左端）、打ち負かされたシナゴーグ（右端）を象徴している 。十字架の裏側にも彫刻が施されている。中央には最後の審判における栄光のキリストが彫られている。円形の浮彫りは、上端は天国、下端は地獄、左端は救済された魂、右端は呪われた魂がそれぞれ描写されている。
ラテン語による文章が略記と合字を多用し、比較的に幅広の大文字で刻まれている。
ラテン語による文章

A:Iesus Nazarenus rex judeorum vita mors ecclesia sancta synagoga
B:Videte [m]anus meas et pedes meos dicit Dominus venite benedicti patris mei dicedite a me maledicti in ignem pater Habraham miserere mei et mitte Lazarum ut [in]tinguat extremum digiti sui in aquam ut refrig fili recordare quia recepisti bona in vita tua
C:Gunhild qui me cernit pro Helena magni Sueonis regis filia Christum oret que me ad memoriam Dominice passionis parari fecerat
D:Qui in Christum crucifixum credunt Liutgeri memo[ri]am orando faciant qui me sculpserat roga tu Helene que et Gunhild vocat[ur].
加えて、ゴンヒルの名がルーン文字で下端の浮彫りの縁にも彫られている。